# De avonturen van K3 (derde stripreeks)
De avonturen van K3 is een Belgische vedettestrip, gebaseerd op de meidengroep K3. Dit is een derde stripreeks met in de hoofdrol de ‘nieuwe’ K3-dames Marthe De Pillecyn, Klaasje Meijer en Hanne Verbruggen. Dirk Stallaert zorgde daarbij voor de tekeningen met scenario's van Bruno De Roover. Deze stripreeks met K3 werd uitgebracht onder dezelfde titel als de eerste stripreeks, De avonturen van K3.

## Geschiedenis
Op 15 oktober 2019 communiceerde Standaard Uitgeverij te stoppen met de stripreeks. Het contract was afgesloten voor drie strips en zou niet meer verlengd worden om reden van een mindere verkoop. Dat in tegenstelling tot strips rond Nachtwacht, en De Buurtpolitie waar de verkoop heel goed loopt. Studio 100 bekijkt nog of het de stripfiguren van K3 op een andere manier een verder leven kan laten leiden.